# Катидрал Сити (Калифорнија)
Катидрал Сити (енгл. Cathedral City) град је у америчкој савезној држави Калифорнија. По попису становништва из 2010. у њему је живело 51.200 становника.

## Демографија
Према попису становништва из 2010. у граду је живело 51.200 становника, што је 8.553 (20,1%) становника више него 2000. године.
| Група             | 2000.          | 2010.          |
| Белци             | 17.908 (42,0%) | 16.531 (32,3%) |
| Афроамериканци    | 1.169 (2,7%)   | 1.344 (2,6%)   |
| Азијати           | 1.575 (3,7%)   | 2.562 (5,0%)   |
| Хиспаноамериканци | 21.312 (50,0%) | 30.085 (58,8%) |
| Укупно            | 42.647         | 51.200         |